# Southill (Dorset)
Southill es un suburbio moderno de Weymouth, en Dorset, Inglaterra, ubicado unos 3 km al norte del centro de esa localidad. Forma parte de la parroquia civil de Radipole. Su desarrollo fue llevado a cabo en varias etapas a partir de la década de 1960, sobre la orilla occidental del lago Radipole. Cuenta con un pequeño centro comercial, un centro social, una iglesia y un pub llamado John Gregory. Una escuela primaria fue construida allí en la década de 1970.